# Polgári Hadi Érdemkereszt
A Polgári Hadi Érdemkereszt (németül: Kriegskreuz für Zivilverdienste) civilek számára alapított kitüntetés család volt, akik a közigazgatásban példás teljesítményükkel kimagasló eredményeket értek el.
Négy osztályban került adományozásra.

## Kitüntetés leírása
A kitüntetés zománcozott kereszt alakú, amit keresztben körül ölel egy tölgyfa koszorú.
Közepén egy elliptikus kör helyezkedik el, amiben a következő aranyozott felirat szerepel: F J I (Franciscus Josephus Imperator /  Ferenc József császár) és körülötte szintén aranyozott felirattal a MERITO CIVILI TEMPORE BELLI · MCMXV ·.
Az I. és II. osztály keresztjei aranyozottak, míg a III. osztály ezüstözött és a IV. osztály bronz.
A IV. osztályt leszámítva az első három osztály zománcozott.

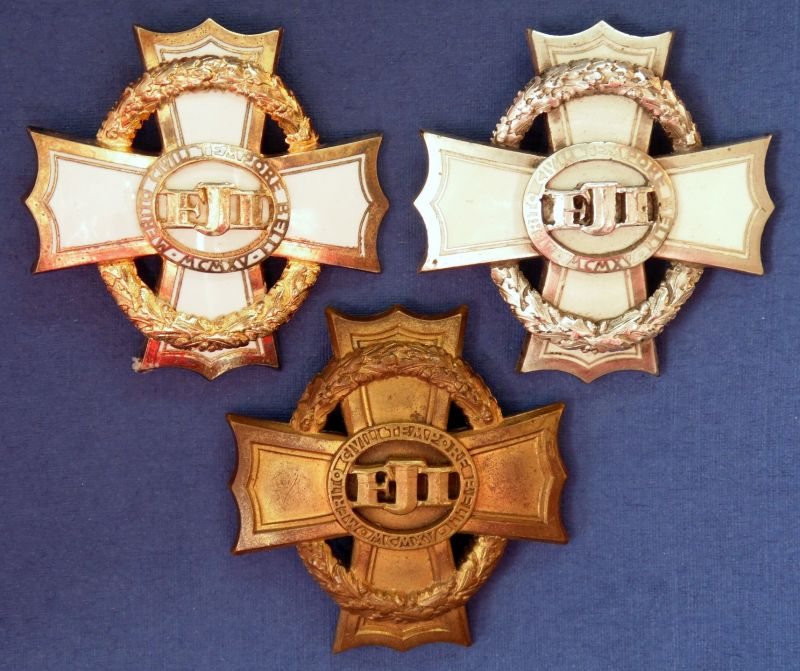
Polgári Hadi Érdemkereszt II. III. és IV. osztálya

## Viselése
Mind a négy osztályát a bal mellkason viselték.

## Érdekesség
Az első világháború során egyszer került adományozásra gyémántokkal ékesített változata Mérey Kajetán diplomata számára.

## Híresebb kitüntetettek

### Polgári Hadi Érdemkereszt I. osztálya

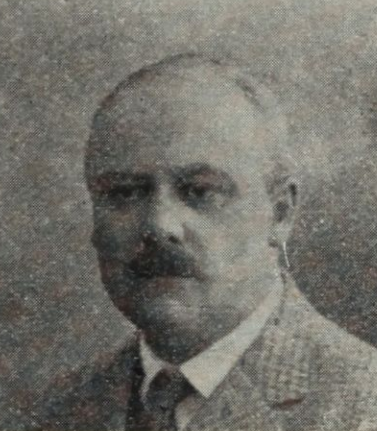
Dr. nagymányai Koller István (1883–1951), a nagykanizsai főszolgabíró, alsórajki földbirtokos.

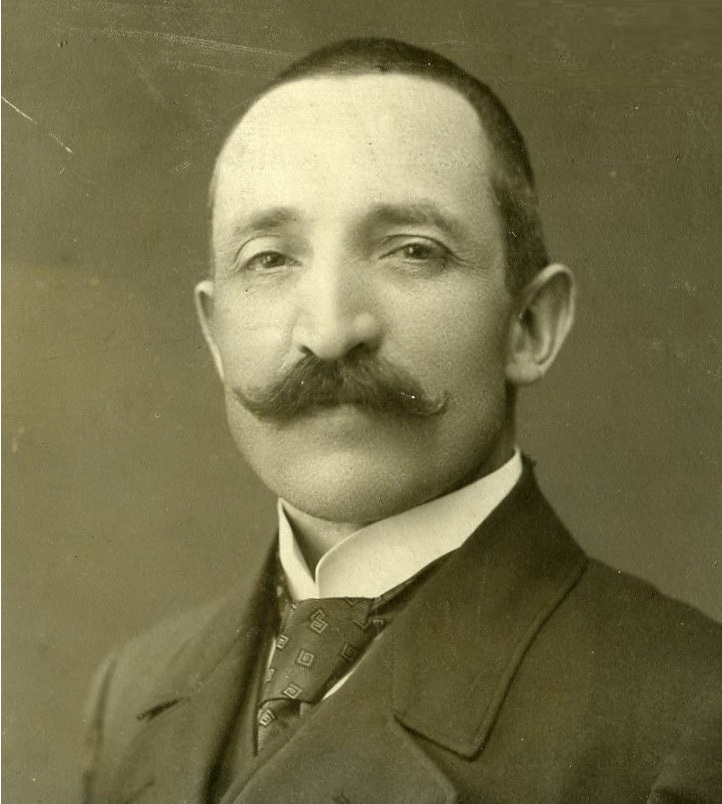
dr. boldogfai Farkas István (1875–1921), jogász, sümegi főszolgabíró, Zala vármegye törvényhatósági bizottsági tag, a Sümegvidéki Gazdakör alapítója.

- kaposmérei Mérey Kajétán (1861 – 1931) - diplomata, quirinali nagykövet.
- dr. Farkas Lajos (1841 – 1921) - jogász, egyetemi tanár, az MTA levelező tagja.
- báró Carl Auer von Welsbach (1858-1929) - osztrák kémikus és vállalkozó.
- ábránfalvi ifj. Ugron Gábor (1880 – 1960) - politikus, miniszter.

### Polgári Hadi Érdemkereszt II. osztálya
- kelecsényi Fejérpataky László (1857 – 1923) - történész, egyetemi tanár, könyvtáros és levéltáros, az Országos Széchényi Könyvtár igazgatója, a Magyar Nemzeti Múzeum főigazgatója, MTA tagja.
- Pogány Frigyes (1874 – 1957) - statisztikus, a Központi Statisztikai Hivatal Könyvtárának vezetője, országgyűlési képviselő.
- boldogfai dr. Farkas István (1875-1921) - jogász, Sümeg főszolgabírája.
- boldogfai Farkas Kálmán (1880-1944), Zalaszentgrót főszolgabírája.
- báró krajovai és topolyai dr. Kray István (1887 – 1967) - keresztény párti országgyűlési képviselő, a legitimizmus képviselője.
- Fabinyi Tihamér (1890– 1953) - jogász, politikus, képviselő és felsőházi tag, kereskedelmi és pénzügyminiszter.
- nemesvitai Viosz Ferenc (1861-1918) Nagykanizsa főszolgabírája, megyevizottsági tag.[2]
- pálfiszegi Pálffy László (1872 - 1946), jogász, a pacsai járás főszolgabírája.
- Kolbenschlag Béla (1865 - 1934), Zala vármegye főispánja, alispánja.
- Bődy Zoltán (1873 – 1945), Zala vármegye alispánja.
- Czobor Mátyás (1875–1957), zalaegerszegi polgármester.
- dr. Briglevics Károly  (1878 –1957), Zala vármegye kormánybiztos főispánja a Károlyi-kormány alatt, ügyvéd, politikus.
- nagymányai dr. Koller István (1883–1951), nagykanizsai főszolgabíró.
- dr. Gerentsér László (1873–1942), vívómester.